# Syntaktische Indexierung
Die syntaktische oder strukturierte Indexierung ist ein Verfahren zur Indexierung von Texten für die Informationswiedergewinnung, bei dem die sprachlichen (syntaktischen) Beziehungen zwischen den Deskriptoren kenntlich gemacht werden.

## Einführung
Die gleichordnende Indexierung (koordinative Indexierung)  nimmt auf diese Art der Beziehung keine Rücksicht, die für das Indexieren benötigten Wörter werden ohne Kennzeichnung ihres logischen Zusammenhangs aneinandergereiht.
Diese Art der Indexierung lässt die gedankliche Verbindung der Deskriptoren nicht oder nur schwer erkennen. Deshalb wurden im Laufe der Zeit verschiedene Methoden zur Darstellung der syntaktischen Beziehungen entwickelt.
Die Darstellung der Beziehungen bei der syntaktischen Indexierung verfolgt das Ziel, den jeweiligen Sachinhalt so genau und so vollständig wie möglich wiederzugeben.

## Formen

### Deskriptorenketten
Beim Indexieren werden mehrere Deskriptoren je Sachverhalt zu einer Deskriptoren- oder Schlagwortkette zusammengefasst. Der erste Deskriptor repräsentiert dabei typischerweise einen Gegenstand oder eine Erscheinung, während die folgenden Deskriptoren Eigenschaften des ersten Deskriptors näher bestimmen.
Beispiel: Elektrische Leitfähigkeit und Hitzebeständigkeit von Titanlegierungen
1. Deskriptorenkette: Titanlegierung, Leitfähigkeit, elektrisch
2. Deskriptorenkette: Titanlegierung, Hitzebeständigkeit
Die Verwendung von Schlagwortketten ist beispielsweise in den Regeln für den Schlagwortkatalog (RSWK) vorgegeben.

### Verbindungsanzeiger
Bei der Verwendung von Verbindungs- oder Verknüpfungsanzeigern (auch Kopplungsindikatoren) wird meist durch in Klammern gesetzte Ziffern angegeben, welche Deskriptoren inhaltlich zusammenhängen.
Beispiel: Überziehen von Stahlrohren mit Zink
Deskriptoren mit Verbindungsanzeiger: Überziehen(1), Stahl(2) Rohre(2), Zink(1)

### Funktionsdeskriptor
Ein Funktionsdeskriptor oder Rollenindikator ist ein Qualifikator, der die Rolle eines Deskriptors weiter eingrenzt. Beispielsweise kann Stahl in der Funktion als Ausgangsprodukt, Zwischenprodukt und Endprodukt auftreten. Mit „Stahl“ als inhaltlichem Deskriptor lassen sich durch Hinzunahme von Funktionsdeskriptoren beispielsweise folgende Deskriptoren zusammensetzen:
- Stahl (als Ausgangsprodukt)
- Stahl (als Zwischenprodukt)
- Stahl (als Endprodukt)

### Positionszuordnung
Um bestimmte Funktionen eines Deskriptors zum Ausdruck zu bringen, kann man die Reihenfolge der Deskriptorenketten als auch die Reihenfolge der Deskriptoren innerhalb dieser Ketten benutzen. Sie sind wie Datenbankfelder innerhalb eines Deskriptoren-Datensatzes zu verstehen. Als Beispiel dient folgendes Schema:
1. Logisches Subjekt der Handlung
2. Merkmale des Subjekts der Handlung
3. Handlung
4. Charakter (Merkmale) der Handlung
5. Zeit der Handlung
6. Ort der Handlung
7. Objekt der Handlung
8. Merkmale des Objekts der Handlung
9. Ziel der Handlung
10. Charakteristik des Ziels der Handlung
11. Resultat der Handlung
12. Charakteristik des Resultats der Handlung
13. Merkmale des Ortes der Handlung
14. Art (Methode) der Handlung
15. Bedingungen der Handlung

Ein derartiges Schema ist vor allem im technischen Bereich anwendbar.